# Geschichte Hessens
Die Geschichte Hessens umfasst die Entwicklungen auf dem Gebiet des deutschen Bundeslandes Hessen und historischer hessischer Reiche von der Urgeschichte bis zur Gegenwart.

## Herkunft des Namens
Der Name Hessen ist auf die allmähliche Wortwandlung des Stammesnamens der germanischen Chatten, über mehrere Zwischenschritte hin, zum heutigen Namen Hessen zurückzuführen. Die Chatten sollen sich aus mehreren germanischen Bevölkerungsgruppen und Resten keltischer Ethnien entwickelt haben und waren vor der Zeitenwende hauptsächlich im heutigen Nord- und Mittelhessen ansässig. Zentrum der chattischen Siedlungszone war die Gegend von Fritzlar-Gudensberg-Wabern, das Kasseler Becken sowie die westhessische Senkenlandschaft. Nach Süden griff das Siedlungsgebiet bis in den Raum zwischen Gießen und Marburg über, wie neuere Ausgrabungen (zum Beispiel Niederweimar) belegen. Das chattische Siedlungsgebiet entspricht damit in etwa der Nordhälfte des heutigen Bundeslandes Hessen. Es ist denkbar, dass die Chatten im Laufe der Völkerwanderungszeit durch andere Stämme verdrängt wurden oder in diesen aufgingen.

## Hessische Staaten
Das Territorium Hessens wurde seit der Erbteilung vom Jahr 1567 bis zum Ende des Zweiten Weltkrieges immer von mehr als einem Staat beherrscht. Die folgende Zeitleiste stellt alle größeren Staatsgebilde der politischen Aufteilung Hessens im Laufe der Geschichte dar. Die preußischen Provinzen von 1868 bis 1945 (nicht-selbständige hessische Staaten) sind rot gekennzeichnet. Die obere Zeitleiste zeigt den Werdegang von der Landgrafschaft Hessen über Hessen-Darmstadt bis zum Land Hessen, weil dieser Staat der einzige war, der nach dem Deutschen Krieg 1866 selbstständig blieb.

## Urgeschichte

### Altsteinzeit
Auf Anwesenheit von Menschen verweisen erstmals die Fundstätten von Reutersruh (bei Ziegenhain) und Münzenberg, die auf etwa 600.000 bis 800.000 Jahre datiert wurden. Die dortigen Werkzeuge, darunter ein Cleaver, entstanden im Günz-Mindel-Interglazial, das zum Cromer-Komplex gerechnet wird. Die Fundstätte Reutersruh wurde 1938 von Adolf Luttropp entdeckt. Sie ist später geradezu als Quarzit-„Fabrik“ der Neandertaler bezeichnet worden.
Durch die vom Klima begünstigte Lage lebten dort vor rund 50.000 Jahren Menschen während der Würmeiszeit, wie Gräberfelder aus dieser Epoche belegen. Funde endpaläolithischer Werkzeuge im südhessischen Raum bei Rüsselsheim am Main (Rüsselsheim 122) lassen auf eiszeitliche Jäger vor ca. 13.000 Jahren schließen, die aus dem Gebiet der Jäger und Sammler nördlich von Düsseldorf gekommen sein müssen.

### Jungsteinzeit
Umfangreiche Ausgrabungen längs der Lahn in Wetzlar-Dalheim haben größere 7000 Jahre alte Siedlungsreste einer Bandkeramiker-Kultur hervorgebracht. Die mindestens zwölf Langhäuser haben einen bis zu 30 Meter langen Grundriss. Sie werden von einem rund zwei Meter tiefen Graben sowie einem vorgelagerten Wall geschützt. Zur Sicherstellung der Wasserversorgung bestanden zwei voneinander unabhängige Brunnen innerhalb der Befestigung. In der Nähe von Fritzlar findet sich das aus dem 4. oder 3. Jahrtausend v. Chr. stammende Steinkammergrab von Züschen. In Lohra, Landkreis Marburg-Biedenkopf, wurde 1931 beim Pflügen ein weiteres Steinkammergrab aus der gleichen Zeit entdeckt.
Weiter entlang der Lahn haben archäologische Grabungen bei Limburg Spuren einer weilerartigen Siedlung aus der Jungsteinzeit freigelegt. Gefundene Scherben von Töpfen stammen aus ca. 5000 v. Chr. und sind bisher die ältesten entdeckten Spuren einer Besiedlung des fruchtbaren Limburger Raums.
In Kilianstädten wurde im Jahr 2006 ein rund 7000 Jahre altes Massengrab entdeckt, aus dem Knochen von 26 offenbar ermordeten Personen (darunter 12 Kinder) mit zumeist zerschlagenen Schienbeinen geborgen wurden. Die Forscher vermuten, dass eine komplette Siedlung überfallen und zerstört wurde.
Auch die fruchtbare Wetterau wurde seit der Jungsteinzeit und in der Folge von allen weiteren vorgeschichtlichen Kulturen als Siedlungsland aufgesucht. Endneolithisches Siedlungsmaterial ist für den südhessischen Raum belegt. So fanden sich Glockenbecherscherben in Rüsselsheim, Offenbach, Griesheim und Wiesbaden und lassen auf eine Besiedlung Südhessens vor ca. 4500 Jahren schließen. Einen schnurkeramischen Einfluss vermutet man insbesondere bei den Offenbacher Funden, während Datierungen zur Wiesbadener Ausgrabungen auf die ältere Wartberg-Kultur deuten.

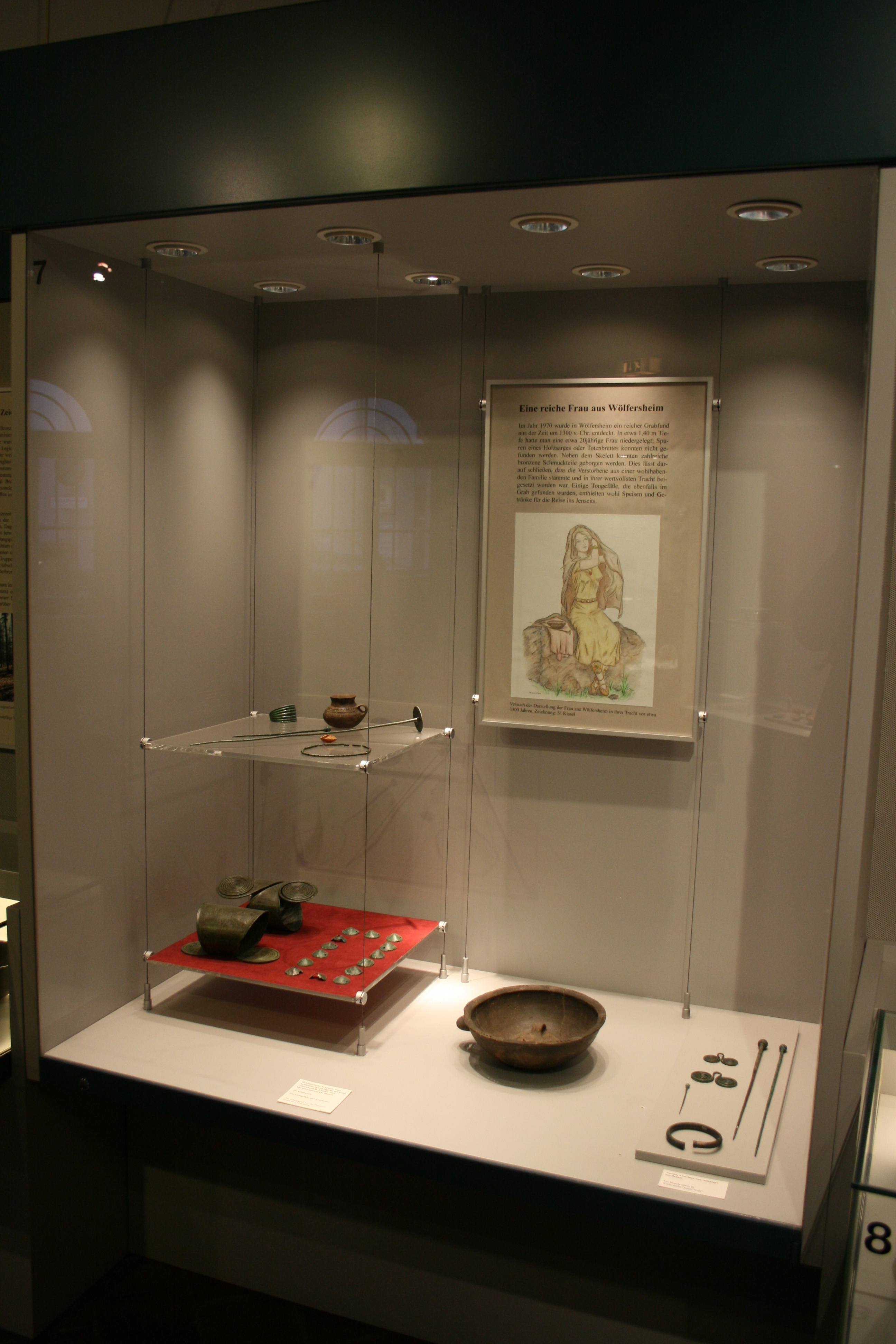
Bronzezeitliches Grab aus Wölfersheim (BZ Stufe Wölfersheim) im Wetterau-Museum Friedberg.

### Bronzezeit
Aus der Bronzezeit dominieren Grabfunde, häufig Hügelgräber, wie man sie zum Beispiel in Wetzlar (im Finsterloh) findet, Siedlungsfunde dieser Epoche sind wesentlich seltener. Aus Wölfersheim liegen mehrere Grabfunde dieser Zeit vor, von denen ein Frauengrab eponymer Fundort war für die Stufe Wölfersheim.

### Eisenzeit
Mindestens seit der Latènezeit wurde in und um Wetzlar aus Rolllagern Eisenerz gewonnen und vor Ort in Rennöfen zu Schmiedeeisen verhüttet. Auf Wetzlarer Gemarkung bestanden drei keltische Siedlungen. In Bad Endbach, im Ortsteil Endbach fand man bei Ausschachtungsarbeiten in den Jahren 2020/21 für eine neue Wohnbebauung deutliche Spuren von einem frühgeschichtlichen Wohnplatz. Gefunden wurden hallstattzeitliche Siedlungsspuren (Eisenzeit, 7./6. Jh. v. Chr.) und Überreste einer Eisenerzverhüttung.
Der in der Nähe liegende Dünsberg war eine keltische Fluchtburg, ein sogenanntes Oppidum. Hier ereignete sich um das Jahr 6. v. Chr. eine Schlacht, wie Funde u. a. von Schleuderbleien der römischen Hilfstruppen belegen. Nach der Schlacht erfolgte die Zerstörung des Oppidums. Über das weitere Schicksal der Kelten im heutigen Hessen liegen keine wissenschaftlichen Erkenntnisse vor.

## Antike
Die Römer hatten in Dorlar ein Militärlager, und in Waldgirmes unmittelbar an der östlichen Stadtgrenze von Wetzlar befand sich eine zivile Siedlung im Aufbau (Römisches Forum Lahnau-Waldgirmes). Hier war vermutlich die Provinzverwaltung für die besetzten Gebiete des rechtsrheinischen Germaniens geplant. Es ist anzunehmen, dass der Statthalter Germaniens zumindest zeitweise hier residiert hat. Die Siedlung scheint aber nach der für die Römer vernichtend ausgefallenen Varusschlacht im Jahre 9 n. Chr. aufgegeben worden zu sein. Das Ortsnamen-Grundwort „-lar“ verweist möglicherweise auf eine Siedlung keltischen Ursprungs mit einem Gründungsdatum bis zum 3. Jahrhundert (vgl. auch Wetzlar, Fritzlar, Dorlar usw.). Eine weitere Deutung der Ortsnamensendung „-lar“: - altfränkisch „hlar / hlari“ und bedeutet etwas Ähnliches wie „Hürde“ oder „Gerüst / Gestell“.

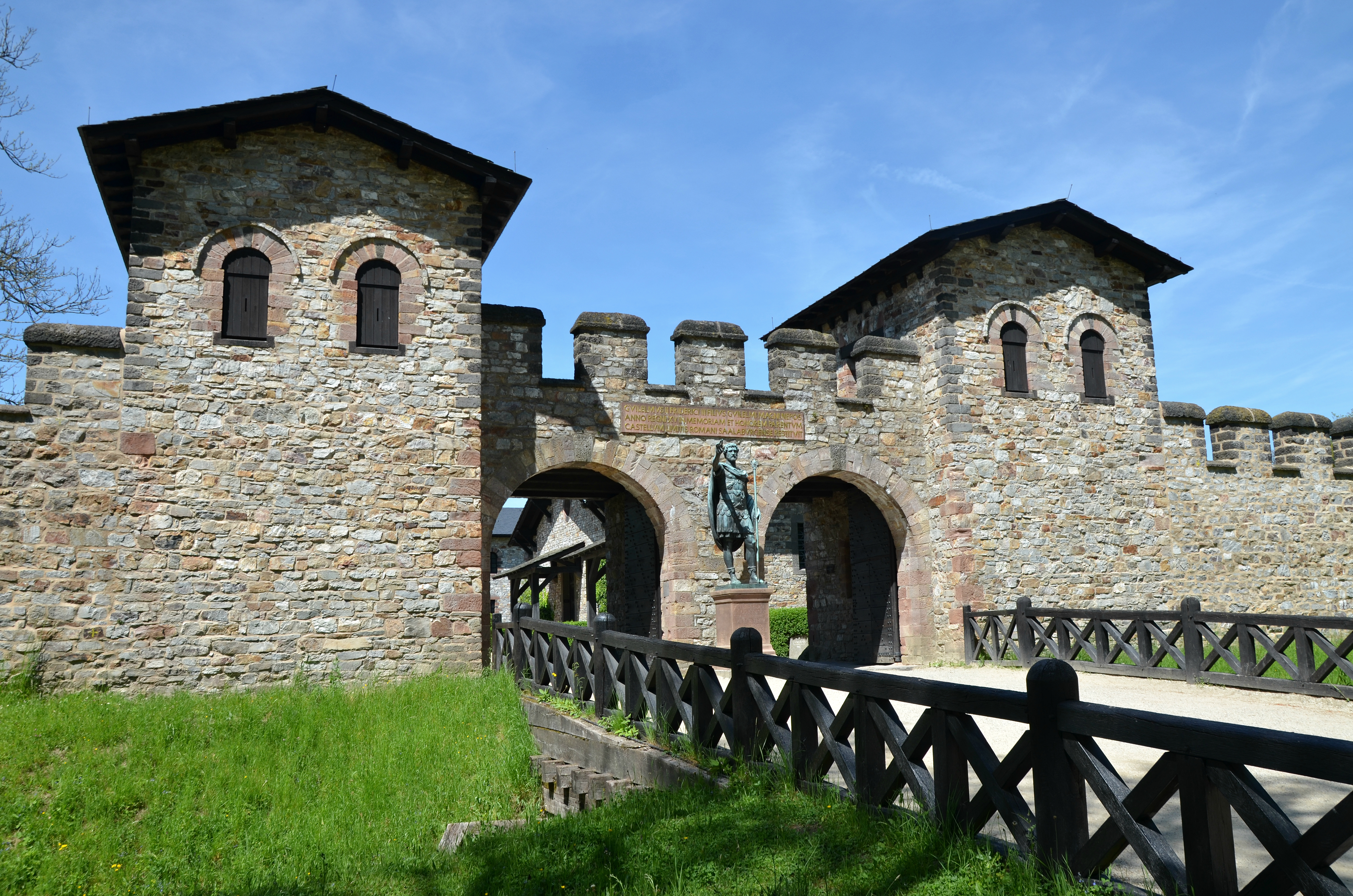
Die rekonstruierte Saalburg

Durch das spätere Hessen verlief dann der Obergermanisch-Raetische Limes, von dem vor allem im Taunus noch zahlreiche Reste zu sehen sind (Saalburg). Bis zum Ende des 1. Jahrhunderts wurde das spätere Südhessen römisch, während der Norden (Nieder- und Oberhessen) im Einflussbereich der Chatten verblieb. Im Hinterland der Kastellkette entwickelte sich seit dem Ende des 1. Jahrhunderts n. Chr. eine zivile Besiedlung, von der besonders zahlreiche villae rusticae bekannt sind. Auf heutigem hessischen Gebiet befanden sich zwei Verwaltungshauptorte: Nida-Heddernheim, Hauptort der Civitas Taunensium und das römische Dieburg (Hauptort der Civitas Auderiensium).
Im Lauf der römischen Okkupation von Teilen Germaniens kam es zu mehreren kriegerischen Auseinandersetzungen mit den germanischen Chatten. Der römische Geschichtsschreiber Tacitus stellt sie als Prototypen des wehrhaften Germanen dar und als den römischen Legionen ebenbürtig. Die Chatten waren unter anderem am Aufstand des Arminius um 9 n. Chr. (siehe auch Varusschlacht) und 69 n. Chr. am Bataveraufstand beteiligt. Nach 260 zogen sich die römischen Legionen auf die linke Rheinseite zurück (Limesfall).
Mattium, das politische und kulturelle Zentrum der Chatten, wird auf der Mader Heide bei Gudensberg südlich von Kassel vermutet. Die politische Kontinuität dieser Örtlichkeit wird noch 1654, also in der Neuzeit wirksam, als hier die Hessischen Landstände sich von ihrem Landgrafen zum letzten Mal am Ort des germanischen Things der Chatten unter freiem Himmel einberufen lassen.
Im Jahr 2022 wurden bei Rockenberg mehr als 60 Körper- und über 330 Brandgräber entdeckt, deren älteste aus der Zeit nach dem Jahr 260 stammen. Damit ist dieses Gräberfeld das größte dieser Epoche rechts des Rheins. Dabei fand sich etwa das Grab eines Mannes, der mit Köcher und Axt, vielleicht auch mit einem Bogen, in der ersten Hälfte des 4. Jahrhunderts beigesetzt wurde.

## Mittelalter
In Hessen konnte sich nicht wie in Sachsen, Bayern und Schwaben ein eigenes Stammesherzogtum etablieren. Hessen wurde weitgehend von den Franken kolonialisiert und als Königsland annektiert. Es wurde in Gaue aufgeteilt und von Gaugrafen im Auftrag des jeweiligen Königs verwaltet. Bereits im 6. Jahrhundert kam Hessen unter fränkischen Einfluss.
Offenbar bewahrte das „althessische“ Gebiet lange eine gewisse Eigenständigkeit innerhalb des Fränkischen Reiches. Die Grenze zu den Herkunftsgebieten der Franken lag vermutlich an der Diemel und im Bereich des Rothaargebirges. Die Grenze zu Thüringen hin scheint zwischen Werra und Fulda gelegen zu haben. Einen Einblick in die regionalen Völkergruppen im Frühmittelalter erlaubt ein Schreiben des Papstes an Bonifatius im Jahr 738. Dabei werden die Hessi an Eder, Schwalm und unterer Fulda, die Nistresi zwischen Diemel und Eder, die Wedrecii zwischen Eder und Lahn, die Lognai an der oberen Lahn, die Suduodi an der oberen Fulda und die Graffelti im Grabfeld genannt.
Bevor Bonifatius, der „Apostel der Deutschen“ (aus Sicht der Katholischen Kirche) im Auftrag des Papstes eine neue Kirchenorganisation nach römischem Vorbild aufbaute, hatten bereits seit Anfang des 7. Jahrhunderts Missionare aus Irland und Schottland in Hessen und Thüringen missioniert (siehe Chatten, Missionierung der Chatten) und dort Kirchen und Stützpunkte aufgebaut (u. a. Hersfeld, Fulda, Büraberg, Amöneburg, Wetter, Schotten und in der Wetterau). In Sendschreiben des Papstes an Bonifatius wird auf bereits zum Christentum mehr oder weniger bekehrte Hessen und Thüringer hingewiesen. Bonifatius traf daher bei seiner erneuten, durch den fränkischen Adel stark unterstützten Mission, bereits auf eine iro-schottische Kirchenorganisation, als er 723 die Donareiche in Fritzlar („ad geismarum“) fällte. 724 gründete er das Kloster Fritzlar und das benachbarte Bistum Büraburg, 744 ließ er das Kloster Fulda durch Sturmius gründen. Seit dem 8. Jahrhundert entwickelte sich im späteren südöstlichen Landesteil die Via Regia, die innerhalb des fränkischen Stammesherzogtums das Erzbistum Mainz mit der Königspfalz Frankfurt, den Abteien Fulda und Hersfeld sowie dem Handels- und Missionsstützpunkt Erfurt verband.
Unter König Konrad II. erhielt die Grafenfamilie Werner aus Schwaben Einfluss im Reich. Ab 1027 waren sie Inhaber der Grafschaft Maden in Niederhessen und gewannen andere Grafschaften an der Lahn hinzu. Graf Werner I. fiel als königlicher Bannerträger 1040 in Böhmen, sein Sohn Werner II. 1053 in Civitate während der Normannenschlacht, ebenfalls als Bannerträger der Reichstruppen. In den Annalen Lamperts von Hersfeld heißt es, Werner III. sei, zusammen mit Erzbischof Adalbert von Bremen, mächtiger als Heinrich IV. gewesen. Die Grafen Werner waren außerdem Vögte einer Reihe von Klöstern, so u. a. von Hasungen und Kaufungen sowie des von Werner IV. 1113 gegründeten Klosters Breitenau. Damit waren sie teilweise fast so mächtig wie es die Konradiner zuvor in Hessen gewesen waren. Im Jahr 1121 starb Werner IV., der auch noch Burggraf von Worms geworden war.
Durch Erbschaft fielen die hessischen Grafschaften (Maden/Gudensberg, Raum Marburg, bis zum Westerwald) zunächst an die Gisonen, die bereits ausgedehnten Besitz an der Lahn hatten und durch Heirat und Erbschaften auch erhebliche Teile des Bilsteiner Besitzes erworben hatten. Schließlich fielen all diese Gebiete durch Heirat an die Ludowinger Grafen, die 1131 zu Landgrafen von Thüringen erhoben wurden. Die regierenden Ludowinger Landgrafen überantworteten die Verwaltung ihrer hessischen Gebiete ihren jüngeren Brüdern, die als „Grafen von Gudensberg“ oder „Grafen von Hessen“ in Gudensberg residierten. Bekanntester unter ihnen war Konrad von Thüringen, der spätere Hochmeister des Deutschen Ordens.
Das Rhein-Main-Gebiet und die Wetterau waren im Mittelalter zunächst stärker an den König gebunden. Unter den Saliern fungierten Amtsgrafen wie die Grafen von Nürings und von Selbold-Gelnhausen als königliche Amtsträger, zudem besaß das Erzbistum Mainz großen Einfluss. Die Staufer machten die Region größtenteils zum Reichsgut, was sich in der Förderung der Stadt Frankfurt und der Gründung neuer Reichsstädte wie Gelnhausen (1170), Friedberg (zwischen 1171 und 1180) und Wetzlar (1180) manifestierte. Als Verwalter fungierten nun stärker vom König abhängige Reichsministeriale wie die Herren von Hagen-Münzenberg oder die Herren von Büdingen. Als die staufische Macht in der Mitte des 13. Jahrhunderts zusammenbrach, begann im südlichen Hessen eine territoriale Zersplitterung, die bis zum Ende des alten Reiches für die Geschichte der Region prägend blieb. Die Landgrafschaft Hessen erlangte hier erst im späten Mittelalter Einfluss, als sich viele der entstandenen kleinen Territorialherrschaften im Wetterauer Grafenverein zusammenschlossen.

## Entstehung der Landgrafschaft Hessen
Nach dem Aussterben der Ludowinger in männlicher Linie 1247 erstritt im thüringisch-hessischen Erbfolgekrieg (1247–1264) die Tochter des letzten thüringischen Landgrafen, Sophie, verheiratet mit dem Herzog Heinrich II. von Brabant, für ihren Sohn Heinrich, den späteren Heinrich I. von Hessen, auch „Heinrich das Kind“ oder das „Kind von Brabant“ genannt, wieder die Unabhängigkeit Hessens vom thüringischen Erbe der Ludowinger, welches an die sächsischen Wettiner fiel. Der Krieg wurde durch die Langsdorfer Verträge beendet, in denen 1263 der Mainzer Erzbischof Werner von Eppstein der Teilung der Landgrafschaft Thüringen zustimmte. Heinrich verlegte seine Residenz 1277 von Gudensberg und Marburg nach Kassel.
1292 belehnte König Adolf von Nassau Landgraf Heinrich mit der Reichsburg Boyneburg und mit der ihm vorher von Heinrich aufgetragenen Stadt Eschwege und erhob die Landgrafschaft Hessen damit zum Reichsfürstentum. Im Heiligen Römischen Reich zählten wenigstens seit dem Spätmittelalter Land-, Mark- und Pfalzgrafen zum Fürstenstand und waren faktisch den Herzögen gleichgestellt. Allerdings bestand die Landgrafschaft zu dieser Zeit nur aus zwei vergleichsweise kleinen ehemaligen Gauen, den ehemaligen Grafschaften der Grafen Werner im Raum Kassel-Melsungen-Homberg-Wolfhagen und der Gisonen im Raum Marburg, sowie zahlreichem Streubesitz und verschiedenen Vogteien. Mit dem Tod des letzten Grafen von Ziegenhain, Johann II., im Jahre 1450 fiel die Grafschaft Ziegenhain an Hessen, womit die direkte Verbindung der bis dahin getrennten Landesteile Niederhessen (um Kassel) und Oberhessen (um Marburg) hergestellt wurde. Mit der Erbschaft der reichen Grafschaft Katzenelnbogen im Jahre 1479 fiel Landgraf Heinrich III. von Hessen das nötige Vermögen zu, um den südlichen Teil Hessens behaupten zu können. Dazu gehörten besonders die Einnahmen aus dem Rheinzoll der katzenelnbogischen Burg Rheinfels. Das Haus Hessen regierte in Hessen-Kassel bis 1866 (Deutscher Krieg) und in Hessen-Darmstadt bis 1918 (Novemberrevolution).
(Siehe hierzu auch die näheren Ausführungen unter Mittelhessen Geschichte).

## Renaissance

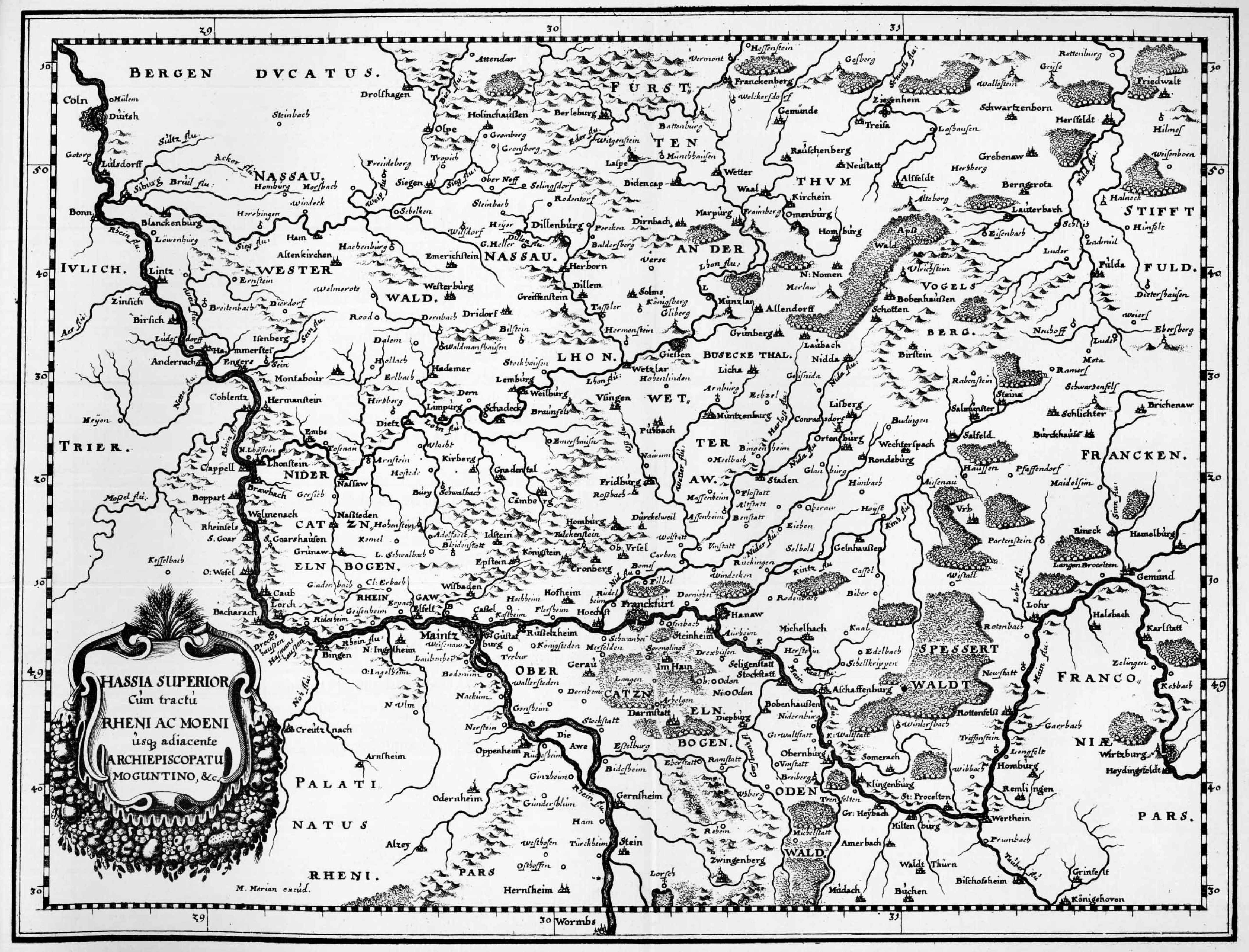
Karte von Hassia Superior von 1646

Philipp der Großmütige machte Hessen in der Reformationszeit zu einer die deutsche Geschichte wesentlich beeinflussenden Macht. Zu diesem Zeitpunkt hatte das Territorium Hessen bereits durch Erbschaft nennenswerte Erweiterungen im Rhein-Main-Raum erfahren (vor allem die Grafschaft Katzenelnbogen).
Nach dem Tod von Philipp I. dem Großmütigen wurde Hessen 1567 nach den altertümlichen Erbregeln des Hauses im so genannten Vierbrüdervergleich in vier Fürstentümer geteilt: Wilhelm IV. erhielt mit Hessen-Kassel die Hälfte des Landes, Ludwig IV. erhielt Hessen-Marburg, Philipp II. Hessen-Rheinfels, und Georg I. Hessen-Darmstadt. Hessen-Rheinfels fiel 1583, Hessen-Marburg 1604 im Erbgang an Hessen-Kassel und Hessen-Darmstadt. Später entstand, wiederum durch Erbteilung, zeitweise die innerhalb von Hessen-Kassel nur teilselbständige Landgrafschaft Hessen-Rotenburg mit verschiedenen Nebenlinien – Rotenburger Quart genannt. Hessen-Homburg spaltete sich Zug um Zug mehr von Hessen-Darmstadt ab und wurde 1866, noch im Jahr des Heimfalls an Hessen-Darmstadt, von Preußen annektiert.
1689 wurde das Reichskammergericht, das höchste Gericht des Heiligen Römischen Reiches, nach Wetzlar verlegt. Anlass der Verlegung war die Verwüstung des vormaligen Sitzes des Gerichtes, Speyer, während des Pfälzischen Erbfolgekrieges. Es bestand in Wetzlar bis zur Auflösung des Heiligen Römischen Reiches im Jahr 1806.

## 19. Jahrhundert

Hessen im deutschen Kaiserreich

1803 wurde der Landgraf von Hessen-Kassel durch den Reichsdeputationshauptschluss mit der persönlichen Würde eines „Titular-Kurfürsten“ aufgewertet. Es gab nach 1806 keinen Kaiser mehr, den Kurfürsten hätten wählen können. Damit war er rangmäßig den Großherzögen gleichgestellt. Hessen-Kassel blieb aber weiterhin eine Landgrafschaft mit einem Kurfürsten als Landesherr, auch wenn im allgemeinen Sprachgebrauch die Bezeichnung Kurfürstentum Hessen (Kurhessen) gebräuchlich wurde. Kassel blieb weiterhin Residenzstadt. Das ehemalige Hochstift Fulda kam 1816 als Großherzogtum Fulda zur Landgrafschaft Hessen-Kassel. Die Landgrafschaft Hessen-Darmstadt wurde 1806 gegen Stellung hoher Militärkontingente an Frankreich zum Großherzogtum Hessen im Rheinbund aufgewertet. In dieser Zeit erhielt Hessen-Darmstadt auch größere Gebiete des durch die Säkularisation „führungslos“ gewordenen Erzstifts Mainz (Rheinhessen).
Im Preußisch-Österreichischen Krieg von 1866 stand der Kurfürst Friedrich Wilhelm I. auf der Seite von Österreich. Nach dem Sieg Preußens floh der Kurfürst, und Preußen verleibte sich die Landgrafschaft Hessen-Kassel ein. Ähnlich erging es Nassau, obwohl es formal neutral geblieben war; der letzte nassauische Herzog Adolph wurde im Wege der Erbfolge 1890 Großherzog von Luxemburg. Enge Verbindungen zum russischen Zarenhaus bewahrten den gleichfalls mit Österreich verbündeten Darmstädter Großherzog und sein Land vor einem gleichen Schicksal, denn Preußen wollte keine Konfrontation mit Russland herausfordern. Doch musste auch das Großherzogtum Hessen (Hessen-Darmstadt) im Friedensvertrag vom 3. September 1866 einige (relativ moderate) Gebietseinbußen zu Gunsten Preußens hinnehmen, so unter anderem die erst im Frühjahr nach dem Aussterben der Homburger Linie an Hessen-Darmstadt heimgefallene Landgrafschaft Hessen-Homburg. Gleichzeitig wurde der Eintritt in ein enges Bündnis mit Preußen erzwungen (Norddeutscher Bund). In diesem Krieg eroberte und annektierte Preußen auch die bis dahin noch bestehende Freie Stadt Frankfurt am Main. Aus den neu eroberten Gebieten (Kurfürstentum Hessen, ehemalige Landgrafschaft Hessen-Homburg, Herzogtum Nassau, Stadt Frankfurt, einigen Landstrichen des Großherzogtums Hessen (Hessen-Darmstadt) (sog. „Hinterland“ mit Biedenkopf und Vöhl an der Eder) und zwei kleinen bayerischen Grenzgebieten) wurde 1868 die preußische Provinz Hessen-Nassau.

## 20. und 21. Jahrhundert

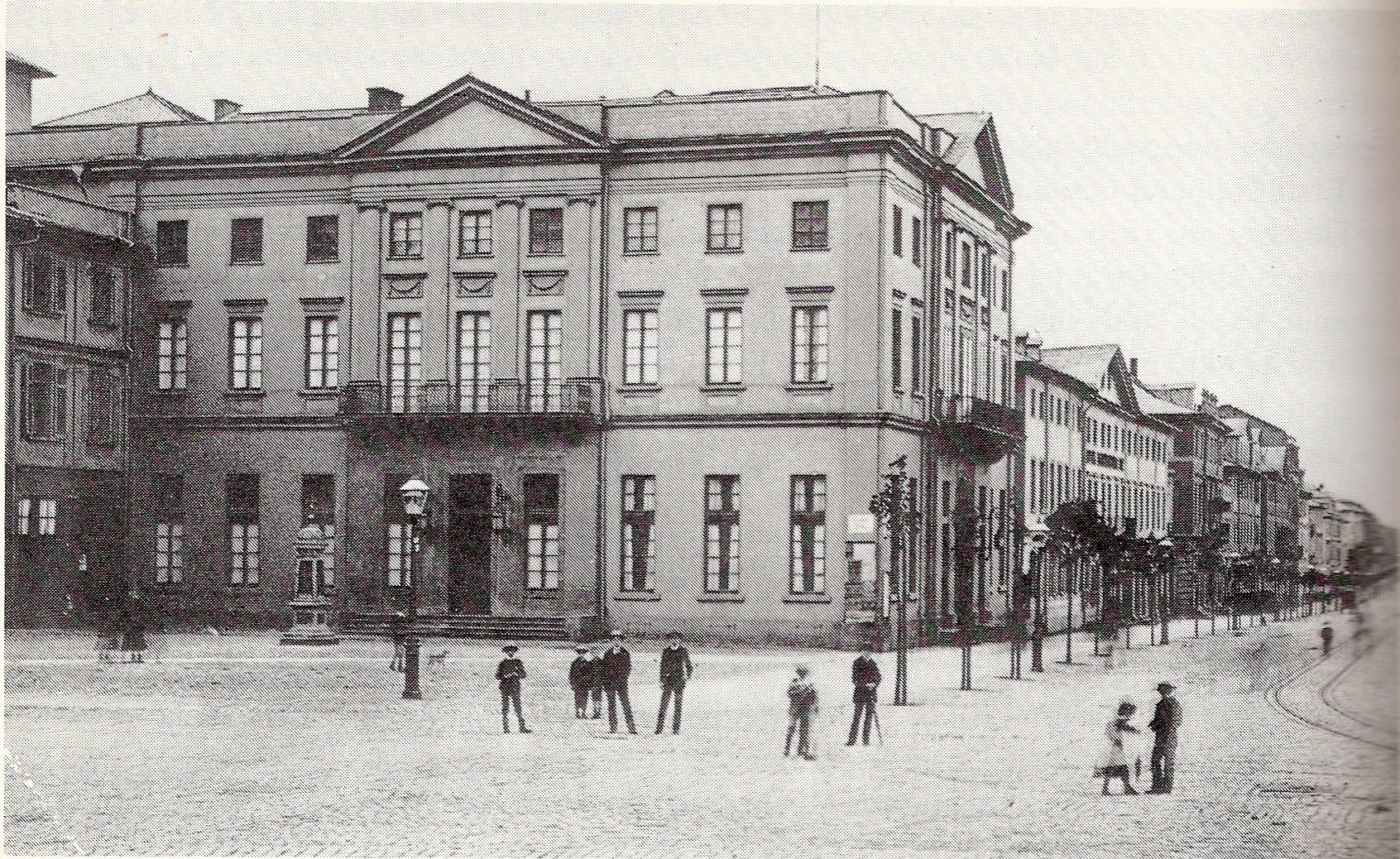
Landtag des Volksstaates Hessen mit Sitz im Darmstädter Ständehaus

Auch in der Weimarer Republik existierten weiterhin Hessen-Nassau als preußische Provinz und Hessen-Darmstadt als Volksstaat Hessen. 1929 wurde der Freistaat Waldeck in die Provinz Hessen-Nassau eingegliedert. 1932 folgte der Kreis Wetzlar (bisher in der Rheinprovinz). 1944 wurde die Provinz Hessen-Nassau in Anlehnung an die Reichsverteidigungsbezirke in die Provinzen Kurhessen und Nassau aufgeteilt. Die Provinz Nassau umfasste nun aber auch das einst kurhessische Main-Kinzig-Gebiet (Landkreis Hanau, Landkreis Gelnhausen und Landkreis Schlüchtern).
Nach dem Zweiten Weltkrieg befand sich das Gebiet des heutigen Hessen in der amerikanischen Besatzungszone. Unmittelbar nach Kriegsende formierten sich die politischen Parteien neu, zunächst ohne Erlaubnis der Amerikaner. Am 19. September vereinigte die amerikanische Militärregierung durch die Proklamation Nr. 2 die preußischen Provinzen Kurhessen und Nassau sowie den Volksstaat Hessen zum Land Groß-Hessen unter Ausschluss der Gebiete im Westen, die Teil der französischen Besatzungszone geworden waren. Dies waren zum einen die nassauischen Landkreise Sankt Goarshausen, Unterlahn, Oberwesterwald, Unterwesterwald und zum anderen Rheinhessen, die linksrheinische Provinz des ehemaligen Volksstaates Hessen, wobei die rechts des Rheins in der amerikanischen Besatzungszone gelegenen Stadtteile der Städte Mainz und Worms in der Besatzungszone verblieben und daher heute (weiterhin) zu Hessen gehören. Die französisch besetzten Gebiete wurden 1946 als Regierungsbezirke Montabaur und Rheinhessen Teil des Landes Rheinland-Pfalz. Die einstige Exklave Wimpfen wurde gegen den mehrheitlichen Widerstand der Bevölkerung und Hessens Teil des neu gegründeten Bundeslandes Württemberg-Baden.
Die Hessische Verfassung wurde von der Verfassungsberatenden Landesversammlung in Wiesbaden am 29. Oktober 1946 beschlossen, trat am 1. Dezember 1946 durch Volksabstimmung in Kraft und war damit die erste Nachkriegsverfassung Deutschlands. Darin wurde auch der Name des Landes von „Staat Groß-Hessen“ in „Land Hessen“ geändert. Hauptstadt ist die vormalige nassauische Residenz Wiesbaden. Gleichzeitig mit der Annahme der Verfassung fand die erste Landtagswahl statt, die die SPD gewann. Sie bildete eine Große Koalition mit der CDU. Erster gewählter Ministerpräsident wurde Christian Stock (SPD). Unter ihm wurden vor allem in der Sozialpolitik mehrere progressive Entscheidungen gefällt. So bekam Hessen als erstes Land ein Urlaubsgesetz und ein Gesetz über Betriebsräte in Unternehmen. Das Land nahm rund eine Million Heimatvertriebene auf.
Nach der Landtagswahl von 1950 regierte die SPD das Land ohne Koalitionspartner. Neuer Ministerpräsident wurde Georg-August Zinn, der dieses Amt bis 1969 innehatte. Zu den wichtigsten Problemen vor allem zu Beginn seiner Amtszeit zählte die Deutsche Teilung, von der insbesondere das osthessische Grenzgebiet durch die Abtrennung von seinen Nachbarregionen wirtschaftlich beeinträchtigt wurde und die zu einer Flüchtlingswelle führte. Seit der Verschärfung des Kalten Krieges Anfang der 1950er Jahre entwickelte sich Hessen aufgrund seiner Lage an der innerdeutschen Grenze zu einem wichtigen Stationierungsgebiet von Truppen der NATO. Hier lagen vor allem Teile des V. Korps der 7. US-Armee, einige belgische und bis Mitte der 1950er Jahre französische Einheiten sowie seit Gründung der neuen westdeutschen Streitkräfte eine beträchtliche Anzahl von Garnisonen der Bundeswehr. 1962 sicherte sich die SPD in der Landtagswahl erstmals die absolute Mehrheit. In der folgenden Legislaturperiode legte Zinn den Großen Hessenplan vor, ein auf zehn Jahre ausgelegtes Investitionsprogramm für Infrastruktur und Soziales über 33 Milliarden D-Mark. In dieser Zeit setzte sich Frankfurt am Main als deutsche Finanzmetropole durch, und der Flughafen Frankfurt wurde zum wichtigsten Luftverkehrs-Knotenpunkt Deutschlands.

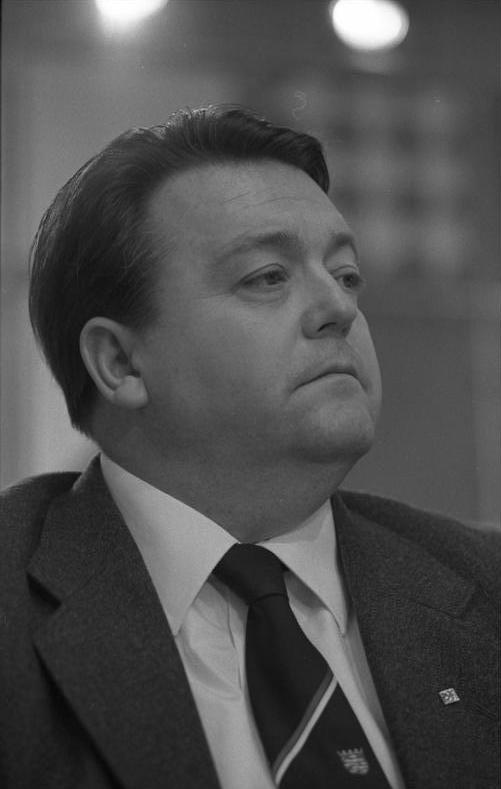
Ministerpräsident Holger Börner (SPD)

Ende der 1960er Jahre kristallisierte sich Frankfurt als wichtigster Brennpunkt der Außerparlamentarischen Opposition (APO) neben Berlin heraus. Als Albert Osswald (SPD) 1969 nach einem Schlaganfall Georg-August Zinns zum neuen Ministerpräsidenten gewählt wurde, fanden die Forderungen der APO Eingang in die hessische Landespolitik. 1970 wurde die Selbstverwaltung der hessischen Hochschulen eingeführt. Neue Schulgesetze begünstigten die Entstehung von Gesamtschulen. In den 1970er Jahren wurde in mehreren Phasen die Gebietsreform in Hessen durchgeführt. Bei der Landtagswahl 1974 errang die CDU die relative Mehrheit der Stimmen. Durch eine Koalition mit der FDP blieb Osswald jedoch als Ministerpräsident im Amt. 1976 übernahm Osswald die politische Verantwortung für riskante Kreditgeschäfte der Hessischen Landesbank und trat, pikanterweise wenige Minuten nach Schließung der Wahllokale der am selben Tag stattfindenden Bundestagswahl, zurück. Sein Nachfolger wurde Holger Börner (SPD).
In den späten 1970er und 1980er Jahren formierte sich insbesondere aus den Protesten gegen die Startbahn West eine aktive Umweltbewegung in Hessen. Wegen der unsicheren Mehrheitsverhältnisse nach den Landtagswahlen 1982 und 1983 regierte Börner zunächst geschäftsführend weiter, bis 1985 in Hessen die bundesweit erste rot-grüne Koalition gebildet wurde. 1987 zerbrach diese Koalition am Streit um die Atompolitik. Aus den darauf folgenden Wahlen ging erstmals in der hessischen Geschichte eine CDU-geführte Regierung unter Walter Wallmann hervor. Nach der Deutschen Wiedervereinigung engagierte sich die hessische Landesregierung massiv in der wirtschaftlichen Förderung des Nachbarlandes Thüringen. Die Landtagswahl 1991 erbrachte einen Regierungswechsel hin zu einer rot-grünen Koalition mit Hans Eichel als Ministerpräsident. Im Verlauf der 1990er Jahre machte sich zunehmend die wirtschaftliche Krise auch im bis dahin prosperierenden Hessen bemerkbar. Die Arbeitslosigkeit stieg deutlich an.
In den Jahren 1999 bis 2010 war Roland Koch Ministerpräsident. Seine CDU regierte zunächst mit der FDP, ab 2003 mit absoluter Mehrheit, die jedoch in der Wahl 2008 wieder verloren ging. Da nach der Wahl 2008, aufgrund der starken Stimmenverluste der CDU und des erstmaligen Einzugs der Linken in den Landtag, keines der beiden Lager aus SPD und Grünen bzw. CDU und FDP eine Mehrheit hatte, regierte Koch der Landesverfassung entsprechend geschäftsführend weiter. Spitzenkandidatin Andrea Ypsilanti versuchte eine rot-grüne Minderheitsregierung unter Duldung der Linken zu bilden, scheiterte jedoch am Widerstand aus den eigenen Reihen. Aus diesem Grund löste sich der Landtag Ende 2008 auf und es kam Anfang 2009 zu Neuwahlen. Bei diesen musste die SPD starke Stimmenverluste hinnehmen. Da die FDP starke Stimmgewinne verzeichnete, hatten CDU und FDP, trotz nur minimaler Gewinne der CDU, nun eine Mehrheit und bildeten erneut, wie schon von 1999 bis 2003, eine Koalition.
Nachdem Roland Koch 2010 seinen Rücktritt von sämtlichen Staats- und Parteiämtern bekannt gab, bestimmte die CDU den hessischen Innenminister Volker Bouffier zu seinem Nachfolger. Er wurde am 31. August 2010 vom Hessischen Landtag zum neuen Ministerpräsidenten gewählt. Am 18. Januar 2014 und am 18. Januar 2019 wählte der hessische Landtag Bouffier wieder in dieses Spitzenamt. Nachdem Bouffier im Februar 2022 seinen Rücktritt als Ministerpräsident zum 31. Mai angekündigt hatte, wurde Boris Rhein von der CDU Hessen als dessen Nachfolger vorgeschlagen. Der Hessische Landtag wählte Rhein am 31. Mai 2022 zum hessischen Ministerpräsidenten.